# 35 Capricorni
35 Capricorni är en orange jätte i stjärnbilden Stenbocken.
35 Capricorni har visuell magnitud +5,76 och är synlig för blotta ögat vid normal seeing. Den befinner sig på ett avstånd av ungefär 560 ljusår.